# Lassan
Lassan er en by og kommune i det nordøstlige Tyskland, beliggende i Amt Am Peenestrom under Landkreis Vorpommern-Greifswald. Landkreis Vorpommern-Greifswald ligger i delstaten Mecklenburg-Vorpommern.

## Geografi
Lassan er beliggende på vestbredden af Peenestrom over for øen Usedom og ligger godt 40 km øst for Greifswald, 15 km syd for Wolgast og 15 km nordøst for Anklam. Byen har en seværdig og velbevaret gammel bydel og landlige omgivelser med landsbyer, skove og marker, udgør landskabet Lassaner Winkel. Lassan udgør østenden af turistvejen Vorpommersche Dorfstraße og ligger ved Jakobsweg Via Baltica, der fører fra Usedom over Greifswald til Osnabrück.
Kystegnene er en del af Naturparkerne Insel Usedom og Flusslandschaft Peenetal.
| - Lassan - Klein Jasedow - Papendorf | - Pulow - Vorwerk - Waschow - Warnekow (Historische Wüstung) |

## Eksterne kilder og henvisninger
- Wikimedia Commons har flere filer relateret til Lassan
- 750 år Lassan
- Galleri i kirken
- Døre i Lassan
- Statistik Arkiveret 2. februar 2017 hos  Wayback Machine